# Amélie de Berckheim
Amélie de Berckheim, später verheiratete Amélie de Dietrich (* 15. Juli 1776 in Ribeauvillé; † 24. Dezember 1855 in Straßburg) war die erste weibliche elsässische Industrielle und erfolgreiche Managerin der familieneigenen Eisenhütte im Jaegerthal, der Vorläuferin der Industriewerke de Dietrich.

## Elternhaus
Ihr Vater war Philippe Frédéric von Berckheim, Herr von Schoppenwihr (1732–1812). Die Vorfahren ihres Vaters stammten von der Familie Egenolf (Egenolph) III. von Berckheim (1552–1629) und dessen Frau Margaretha von Lichtenfels ab, deren drei Söhne sich in drei Stämme aufteilte. Er zählte zum 1. Stamm, der sog. Älteren (evangelische) Linie zu Jebsheim. Ihre Mutter war Marie Octavie Louise von Glaubitz (1750–1721). Sie hatten zahlreiche Kinder.
- Louise Sophie Octavie de Berckheim (1771–1852) heiratete Frederic von Stein zu Nordheim
- Henriette Sophie de Berckheim (1772–1863) heiratete Augustin-Charles Périer, einen Schüler der École polytechnique in Paris mit Promotion 1790, Deputierter von Isère (1830–1837), Pair von Frankreich (1832) und Ritter der Ehrenlegion (1833). Er stammte aus einer großbürgerlichen Kaufmannsfamilie. Nachkommen, bzw. Verwandte des Ehepaars wurden Präsidenten der Bank von Frankreich, Innenminister und sogar Präsidenten der Französischen Republik.
- Sigismond Frédéric de Berckheim (1775–1819) kaiserlich französischer General; verheiratet mit Elisabeth Bartholdi
- Amélie de Berckheim (1776–1866)
- Friederike, genannt Fanny de Berckheim (1779–1802) starb früh mit 23 Jahren. Sie war verlobt mit Alexander Louis Baron de Landsberg, aus der Familie ihrer Großmutter.
- Christian Friedrich de Berckheim (1781–1832)
- Gustav de Berckheim (1784–1812), kaiserlich französischer Rittmeister

## Damen von Berckheim
Die vier Schwestern bildeten in ihrer Jugend als sogenannte „Damen von Berckheim“ (les demoiselles de Berckheim) einen historisch bekannten literarischen Zirkel unter Einbeziehung der Werke des Pädagogen und Dichters Gottlieb Konrad Pfeffel (1736–1809). Antiquarisch sind heute noch Aufzeichnungen darüber zu erhalten.

## Bruder Christian Friedrich de Berckheim
Ein Bruder war Christian Friedrich de Berckheim (1781–1832). Ihn zog es nach Mannheim. Dort heiratete er Auguste von Stumm (* 25. Mai 1796 Mannheim; † 1. Dezember 1876 Weinheim). Deren Mutter war Friederike Auguste Schmalz (15. September 1765–17. Februar 1854), die Alleinerbin des gleichnamigen Mannheimer Handels- bzw. Bankhauses Schmalz. Dieses hatte quasi den Status einer kurpfälzischen Hausbank. Sein Schwiegervater war Christian Philipp Stumm (* 30. Mai 1760; † 30. April 1826), der mit seinen Brüdern die saarländische Hüttenindustrie begründete. Sein Sohn wurde, dank mütterlicher Initiative und Gelder, Herr des Weinheimer Schlosses und Gründer des sog. Exotenwaldes, in Anlehnung an den damaligen Zeitgeist aber auch in Verbundenheit mit dem großelterlichen Park von Schoppenwihr in Ostheim / Elsass. 

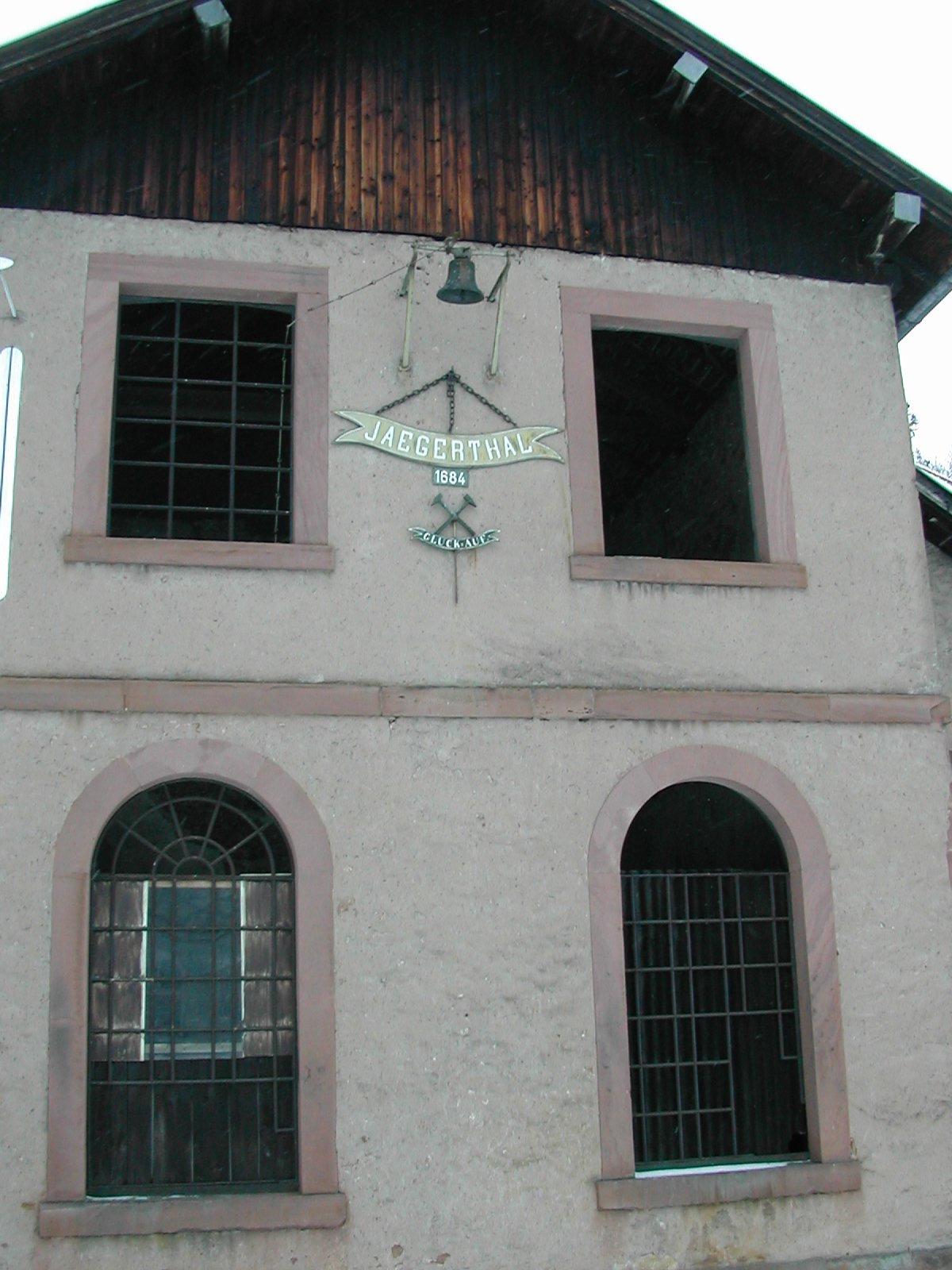
Gebäuderuine eines Eisenhammers im Jaegerthal der Familie de Dietrich

Ruinen eines Eisenhammers im Jaegerthal der Familie de Dietrich

## Lebenslauf
Mit 20 heiratete sie Jean Albert Frédéric de Dietrich (1773–1806) den Sohn des ersten gewählten Bürgermeisters von Straßburg Baron Philipp-Frédéric de Dietrich (1748–1793) und Sybille Louise Ochs (1755–1806). Der Großvater des Barons hatte als Jean Dietrich II. 1684 im Jaegerthal/Elsass Hüttenwerke und Schmieden gekauft und deren Geschäfte umfangreich erweitert.
Ihr Schwiegervater soll 1792 dem Komponisten, Dichter und Offizier Claude Joseph Rouget de Lisle ein Kriegslied für die französische Rheinarmee in Auftrag gegeben haben, aus dem die „Marseillaise“ entstand. Trotz aller Verdienste in der bewegten Revolutionszeit wurde der Bürgermeister 1793 in Paris guillotiniert. 
Der Sohn und Ehemann übernahm als junger Mann die Führung der umfangreichen Geschäftsfelder der Eisenhütte de Dietrich. Das Ehepaar hatte mehrere Kinder:
- Amélie de Dietrich (1799–1854) verheiratet mit Guillaume de Turckheim (1785–1831), dessen Mutter Elisabeth gen. Lili Schönemann, die Verlobte von Goethe war.
- Albert de Dietrich (1802–1888) Eisenhüttenmann, verheiratet im Jahre 1828 mit Octavie von Stein (1801–1839) und 1840 in 2. Ehe Adélaïde von Stein (1814–1858)
- Jacques Sigismond Eugène de Dietrich (1803–1868) Eisenhüttenmann, verheiratet mit Virginie Mathis (1810–1867)

1806 verstarb ihr Ehemann Jean Albert Frédéric de Dietrich früh und überraschend bereits mit 33 Jahren.
Intelligent und energisch übernahm sie als Witwe die Leitung der familieneigenen Schmieden im Jaegerthal. Sie war die entscheidende Administratorin und gründete im Jahre 1827 die Firma „De Dietrich Witwe und Sohn“. Im Jahre 1844 fügt sie dem industriellen Erbe der Familie weitere Fabriken wie die in Mertzwiller dazu. Das Familienunternehmen wurde zu „Dietrich et Cie“. 

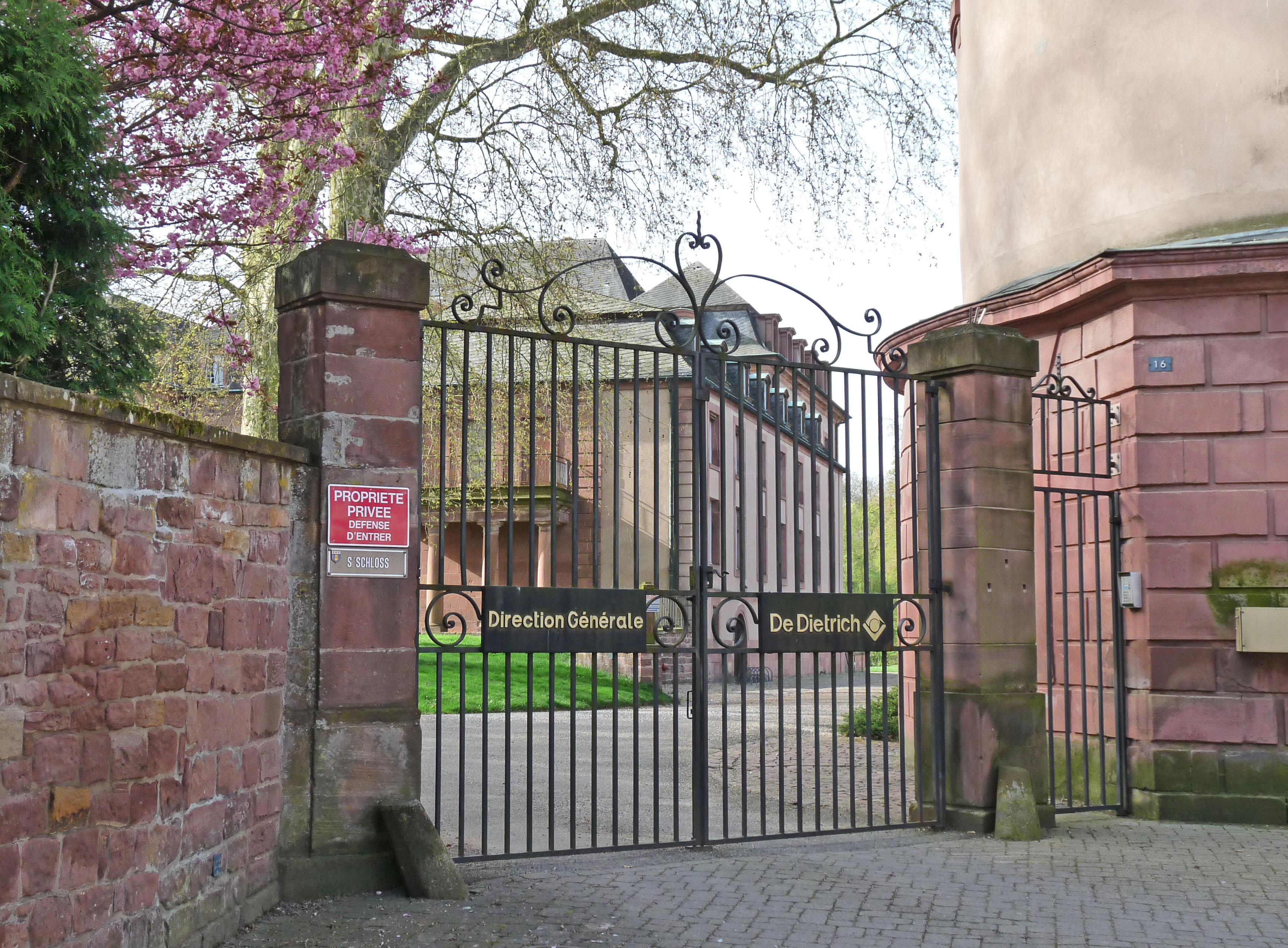
Château De Dietrich in Reichshoffen

Gestorben im Jahre 1855 im Alter von 79 Jahren, war sie als erste Frau Amelia Chefin von sechs Fabriken im Elsass. Ihre Söhne Albert de Dietrich und Jacques Sigismond Eugène de Dietrich führten das Unternehmen weiter, das heute als Aktiengesellschaft ca. 5000 Mitarbeiter hat. Der heutige Firmensitz ist das Château De Dietrich in Reichshoffen. Dieses Schloss wurde nach dem Krieg für die Firmenzentrale gekauft und mit erheblichen finanziellen Aufwand wiederaufgebaut.

## Ehrungen
Die französische Stadt Straßburg ehrte sie durch die Benennung der Straße: "Rue de Amélie de Berckheim".